# Arsenij Kotljarevskij
Arsenij Nikolajevitj Kotliarevskij (ryska: Арсений Николаевич Котляревский, ukrainska: Арсе́ній Микола́йович Котляре́вський; Arsenyj Mykolajovytj Kotljarevskyj), född 1910, död 1994, var en rysk-ukrainsk organist, lärare och musikhistoriker.

## Biografi
Arsenij Kotliarevskij föddes 1910. Han studerade orgel och musikhistoria vid Leningrads konservatorium. Kotliarevskij arbetade sedan som vice rektor vid Nationella Musikkonservatoriet i Lviv och undervisade i musikpedagogik vid Donetsks nationella universitet. Från 1970 arbetade han som professor vid Ukrainas nationella musikakademi Pjotr Tjajkovskij. Några av de studenter han undervisade där var Galyna Bulybenko, Nataliya Vysich, Olga Dmytrenko, Iryna Kalynovska, Volodymyr Koshuba och Valeriy Mykhaliuk. Kotliarevskij var 1981–1986 rektor vid Republican Hall of Organ and Chamber Music. Kotliarevskij avled 1994.
Han var grundare av den ukrainska orgelskolan.